# 3-Metoxi-4-hidroxifenilglicol
3-Metoxi-4-hidroxifenilglicol (abreviado na literatura como MHPG, MOPEG, do inglês 3-methoxy-4-hydroxyphenylglycol) é um metabólito da degradação da norepinefrina. No cérebro. é o principal metabólito da norepinefrina. É liberado no sangue e líquido cefalorraquidiano (LCR), e uma amostra de sangue dele pode, portanto, ser uma indicação de recente atividade do sistema nervoso simpático.

## Metabolismo e importância em diagnóstico médico
Baixos níveis de MHPG no sangue e líquido cefalorraquidiano estão associados a anorexia nervosa e jogo patológico, indicando que a norepinefrina pode desempenhar um papel nesses comportamentos.
Nos nervos simpáticos, o aldeído produzido a partir da norepinefrina é convertido em 3,4-di-hidroxifenilglicol, e não no ácido 3,4-di-hidroximandélico. Consequentemente, a O-metilação extraneuronal subsequente conduz à produção de 3-metoxi-4-hidroxifenilglicol, não ácido vanilmandélico. O ácido vanilmandélico é formado no fígado por oxidação de 3-metoxi-4-hidroxifenilglicol catalisado por álcool e aldeído desidrogenases.
Vários metabólitos são formados por desaminação de O-metilação sequencial e oxidação dos derivados de aldeído ou glicol. A O-metilação em normetanefrina ocorre após a liberação ativa da catecolamina, enquanto a noradrenalina que é metabolizada no tecido neuronal é convertida principalmente em 3,4-di-hidroxifenilglicol (DOPEG ou DHPG). Este metabólito neutro difunde-se rapidamente em tecido extraneural, onde é O-metilado em 3-metoxi-4-hidroxi-fenilglicol (MHPG). O glicol pode ser oxidado para formar o ácido vanilmandélico (VMA, ácido 3-metoxi-4-hidroximandélico), que também é um produto importante do metabolismo hepático ou renal da normetanefrina. Nos seres humanos, o VMA é o principal produto de excreção urinária da catecolamina, epinefrina e norepinefrina. O MHPG produzido no cérebro em tecidos periféricos é conjugado ou convertido em VMA, de modo que o total de MHPG conjugado urinário mais VMA reflete a síntese geral e o metabolismo da noradrenalina. Normetanefrina e metanefrina são formadas principalmente a partir de catecolaminas ativadas; a razão dessas aminas para os compostos desaminados fornece índice útil de atividade medular simpático-adrenal nos estados de doença ou após a administração de medicamentos.

Degradação da norepinefrina. 3-Metoxi-4-hidroxifenilglicol é mostrado a direita. Enzimas são mostradas em caixas.

O efeito da estimulação elétrica ou destruição eletrotérmica do locus coeruleus nos níveis  corticais (incluindo hipocampo) de sulfato de 3-metoxi-4-hidroxifenilglicol (MHPG-sulfato ou sulfato de MHPG) foi estudado em ratos. O locus coeruleus , o qual consiste de norepinefrina (NE) (corpos celulares dos nervos contendo NE) projeta ao córtex cerebral e o hipocampo. Foi observado que dez dias após a destruição unilateral do locus coeruleus  a NE diminuiu 78% e o sulfato de MHPG, um metabólito central da NE, diminuiu 69% nessas áreas. Não foram observadas alterações nos níveis de noradrenalina ou sulfato de MHPG no lado contralateral. Estimulação do locus coeruleus induziu um aumento dependente da frequência no sulfato de MHPG. A frequência mais efetiva foi de 20 pulsos por segundo. Após 15 minutos de estimulação, o sulfato de MHPG alcançou um novo nível de estado estacionário de cerca de 80% no lado contralateral. Estas evidências indicam que os níveis de sulfato de MHPG dependem da integridade dos neurônios de NE e que o nível de taxa de formação de sulfato de MHPG no cérebro pode ser um reflexo da atividade fisiológica desses neurônios.
As concentrações de 3-metoxi-4-hidroxifenilglicol livre no plasma e no líquido cefalorraquidiano são altamente correlacionadas, mas as concentrações no líquido cefalorraquidiano são sempre mais altas que as do plasma, mesmo quando grandes quantidades do metabólito da catecolamina são derivadas de um tumor da medula adrenal. Isso é explicado considerando-se o plasma e o líquido cefalorraquidiano como um sistema de dois compartimentos, no qual as taxas constantes de entrada e saída do compartimento do líquido cefalorraquidiano são semelhantes. 3-Metoxi-4-hidroxifenilglicol que é sintetizado, mas não catabolizado, no sistema nervoso central mantém os níveis do líquido cefalorraquidiano em um incremento em relação aos do plasma. Este incremento pode ser usado para fornecer o melhor índice de formação disponível de 3-metoxi-4-hidroxifenilglicol no sistema nervoso central.
Ritmos de vinte e quatro horas (circadianos) no na excreção do 3-metoxi-4-hidroxifenilglicol urinário (MHPG), atividade motora, e temperatura oral foram estudadas em 14 indivíduos normais e dez pacientes maníaco-depressivos. Nos dois grupos, houve ritmo diário de excreção de MHPG, com picos diurnos e baixos noturnos. Esse padrão de excreção urinária de MHPG pode refletir um ritmo na função noradrenérgica central. As mudanças fisiológicas nos níveis de excreção de MHPG associadas ao ritmo circadiano foram pelo menos tão grandes quanto as alterações patológicas associadas à doença maníaco-depressiva. Comparado aos controles, o tempo ou a fase dos ritmos circadianos em cada variável foi de uma a três horas antes nos pacientes, deprimidos ou maníacos.